# 스펙
스펙은 직장을 구하는 사람들 사이에서 학력·학점·토익 점수 따위를 합한 것 등 서류상의 기록 중 업적에 해당되는 것이다. 해당 단어는 2004년 국립국어원에서 펴낸 신어 자료집에 등록되어 있다. 이들은 공통적으로 구직자 자신의 능력을 증명할 수 있는 요소이다. 따라서 대부분의 기업들은 이를 바탕으로 입사지원자를 평가한다. 스펙은 취업을 준비하는 대한민국 대학생들에게 하나의 부담요소로 작용하고 있다.

## 관련 사회 현상
스펙과 관련해서 고려대학교 3학년으로 재학 중이었던 김예슬이 대학을 그만두는 사태가 벌어졌다. 그녀는 대자보를 통해 '국가·대학은 자본과 대기업의 ‘인간 제품’을 조달하는 하청업체"라면서 스펙 위주의 대한민국 사회를 직·간접적으로 비판하였다. 자신은 스펙사회 속에서 인간의 길이 무엇인지 찾기 위해 대학을 그만두게 되었다고 언급하였다.
이와 비슷한 경우로, 중앙대학교에 다니던 노영수의 사례가 있었다. 스펙 위주의 현실을 비판한다는 점에서 위의 문단과 맥락을 같이한다.
이후 일부 몇몇 기업에서는 공부만 잘하고 일을 못하는 직원에 대한 문제로 인해 인재 채용에 있어서 탈스펙 현상이 일어나고 있다.

## 같이 보기
- 헬조선